# Charles Napier (amiral)
Charles John Napier, född 6 mars 1786, död 6 november 1860, var en brittisk amiral med 54 års tjänst inom Royal Navy.

## Biografi

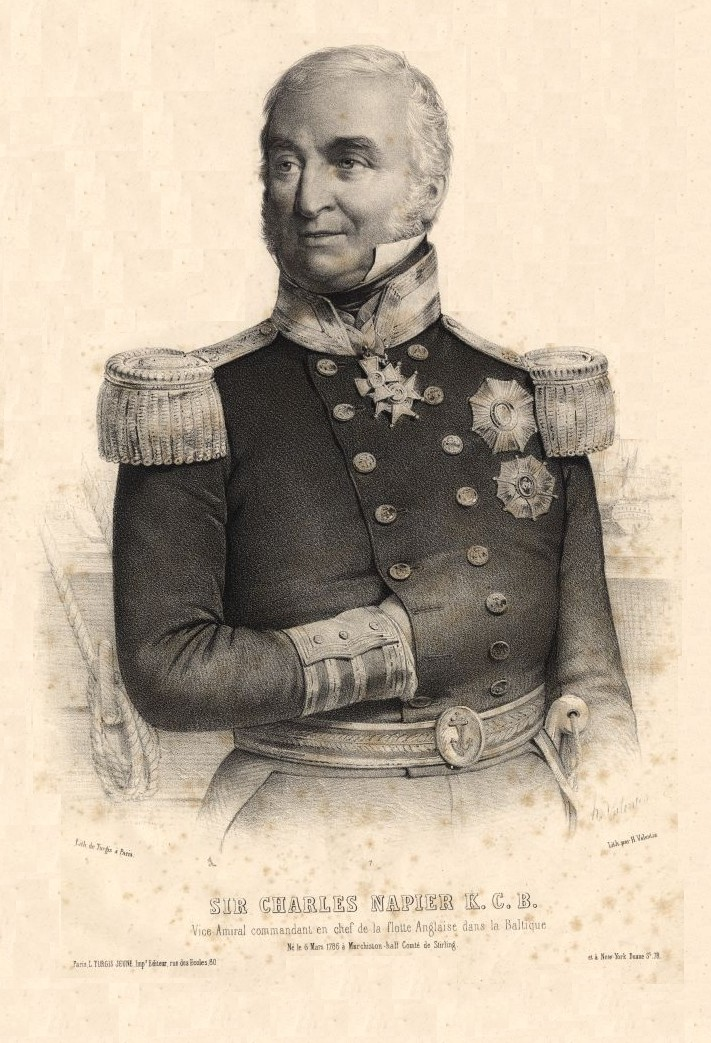
Charles John Napier.

Napier anställdes i marinen 1799, deltog med utmärkelse i krigen mot Napoleon, lämnade tjänsten 1815 och trädde 1832 som viceamiral i portugisisk tjänst. 5 juli 1833 vann han en avgörande seger över tronpretendenten Dom Miguels flotta vid Kap Saint Vincent och förde 1834 befälet även till lands. Napier återinträde i brittisk tjänst samma år , blev konteramiral 1846, viceamiral 1853 och amiral 1858. Han deltog i expeditionen mot Muhammed Ali av Egypten och Ibrahim Pascha 1840-41, erövrade Beirut och utövade stort inflytande vid fredsuppgörelsen 1841. I kriget mot Ryssland 1853-56 erhöll Napier befälet över Östersjöflottan, blockerade de ryska kusthamnarna och landsatte den franska fördelningen som erövrade Bomarsunds fästning på Åland. Han gav bland annat ut The war in Syria (2 band, 1842) och The history of the Baltic campaign of 1854 (1857).